# Перемишль-Засяння
Пере́мишль-Зася́ння (пол. Przemyśl Zasanie) — залізнична зупинка у місті Перемишлі, район Засяння, на залізничній лінії Краків-Головний — Медика (польсько-український кордон).

## Історія
Залізнична зупинка має дві колії з двома критими платформами. Поруч розташована одноповерхова будівля із касою. Рух пасажирів склав у 2017 році 199 тисяч, у 2022 році понад 400 тисяч.